# سیندر (رمان)
سیندر (انگلیسی: Cinder) اولین رمان علمی-تخیلی مخصوص نوجوانان و جوانان در سال ۲۰۱۲ از نویسندۀ آمریکایی مریسا مایر است که توسط انتشارات مک میلن منتشر شد. این اولین کتاب از سلسله‌ی لونار است. داستان بر اساس داستان کلاسیک سیندرلا است.